# 64-es főút
64-es főút (ungarisch für ‚Hauptstraße 64‘) ist eine ungarische Hauptstraße. Sie zweigt in Simontornya von der 61-es főút ab und führt in nordwestlicher Richtung über Mezőszilas durch die Flussebene Mezőföld nach Enying und endet nach weiteren 7,5 km an der 7-es főút, rund 2 km von der Nordostspitze des Balaton (deutsch: Plattensee) entfernt.
Die Gesamtlänge der Straße beträgt 37,5 Kilometer.